# Рейд на Нальчик (2005)
13 жовтня 2005 року понад 250 повстанців  Кавказського фронту під загальним командуванням Шаміля Басаєва здійснили спробу захопити військові та адміністративні будівлі у столиці Кабардино-Балкарії — місті Нальчик.
На озброєнні у нападників були автомати, пістолети, ручні кулемети, вогнемети, а також гранатомети РПГ-18 («Муха») та РПГ-7. Пересувалися вони легковими автівками. У місті почалися справжнісінькі вуличні бої. Деякі атаковані об'єкти було взято штурмом. Напад на частину об'єктів російським силовикам удалося відбити.
У боях із повстанцями спочатку брали участь підрозділи МВС та ФСБ. Пізніше до Нальчика було перекинуто сили 135-го мотострілецького полку 58-ї армії Міноборони РФ. Основні бої у місті тривали до полудня 13 жовтня та повністю завершилися до 14.00 14 жовтня відступом повстанців із міста.
За офіційними даними РФ, внаслідок нападу загинули 35 співробітників російських силових відомств, а 129 було поранено. В результаті боїв у місті було вбито 97 повстанців. У свою чергу чеченці оголосили, що результатом їхнього рейду стало знищення 140 російських військових і було збито три вертольоти російських ВПС. Самі чеченці заявили про 41 загиблого з їхнього боку.